# Timothy Olyphant
Timothy David Olyphant (Honolulu, 15 gennaio 1968) è un attore statunitense.

## Biografia
Nato nelle Hawaii, ha vissuto per alcuni anni nelle Filippine per poi stabilirsi definitivamente in California, dove è cresciuto. Al college si distingue per le sue doti come atleta e nuotatore, ottenendo una borsa di studio presso la University of Southern California. Dopo essersi trasferito a Los Angeles, debutta nel 1996 nel piccolo ruolo di un regista alternativo nella commedia Il club delle prime mogli, a cui seguono partecipazioni ai film Una vita esagerata e Scream 2.
Nel 2000 recita nella commedia a tematica gay Il club dei cuori infranti e al film d'azione con Angelina Jolie Fuori in 60 secondi. Nel 2003 lavora nell'adattamento cinematografico del romanzo di Stephen King L'acchiappasogni e interpreta il produttore pornografico Kelly nella commedia La ragazza della porta accanto, con Elisha Cuthbert. Dal 2004 al 2006 è uno degli interpreti principali della serie TV Deadwood, dove ricopre il ruolo dello sceriffo Seth Bullock. Nel 2007 recita al fianco di Bruce Willis in Die Hard - Vivere o morire e in Stop-Loss di Kimberly Peirce. È stato preferito agli attori Vin Diesel e Jason Statham per il ruolo dell'Agente 47 nell'adattamento cinematografico del videogioco Hitman.
Nel 2008 avrebbe dovuto avere il ruolo ricorrente di Winston Funk, ex fidanzato della protagonista, in Samantha chi?, ma dopo aver interpretato un solo episodio la parte viene assegnata a Billy Zane. Successivamente prende parte a tutta la seconda stagione della serie TV Damages, dove recita al fianco di Glenn Close. Nel 2009 prende parte al thriller A Perfect Getaway - Una perfetta via di fuga ed è il protagonista, al fianco di Radha Mitchell, di La città verrà distrutta all'alba, remake dell'omonimo film del 1973 di George A. Romero.
Dopo vari impegni cinematografici, Olyphant torna a lavorare per la televisione come protagonista della serie televisiva Justified, dove interpreta il moderno uomo di legge Raylan Givens, personaggio nato dalla penna dello scrittore Elmore Leonard e protagonista di molti suoi romanzi e racconti. La serie ha debuttato su FX nel marzo del 2010. Nel 2015 aderisce al cast del film biografico Snowden. Nel 2017 ha partecipato come protagonista alla serie prodotta da Netflix Santa Clarita Diet, in cui interpreta Joel Hammond, un broker immobiliare marito della "non morta" Sheila, interpretata da Drew Barrymore.
Nel 2023, riveste nuovamente i panni di Raylan Givens nella serie Justifield: City Primeval.

### Vita privata
È sposato dal 1991 con Alexis Knief e ha tre figli. Parallelamente alla carriera d'attore, lavora come commentatore sportivo presso un'emittente radiofonica di Los Angeles.

## Filmografia

### Attore

#### Cinema
- Il club delle prime mogli (The First Wives Club), regia di Hugh Wilson (1996)
- Una vita esagerata (A Life Less Ordinary), regia di Danny Boyle (1997)
- Scream 2, regia di Wes Craven (1997)
- 1999, regia di Nick Davis (1998)
- Go - Una notte da dimenticare (Go), regia di Doug Liman (1999)
- No Vacancy, regia di Marius Balchunas (1999)
- Advice from a Caterpillar, regia di Don Scardino (1999)
- Il club dei cuori infranti (The Broken Hearts Club: A Romantic Comedy), regia di Greg Berlanti (2000)
- Auggie Rose, regia di Matthew Tabak (2000)
- Fuori in 60 secondi (Gone in Sixty Seconds), regia di Dominic Sena (2000)
- Top model per caso (Head over Heels), regia di Mark Waters (2001)
- Rock Star, regia di Stephen Herek (2001)
- La sicurezza degli oggetti (The Safety of Objects), regia di Rose Troche (2001)
- Coastlines, regia di Víctor Núñez (2002)
- L'acchiappasogni (Dreamcatcher), regia di Lawrence Kasdan (2003)
- Il risolutore (A Man Apart), regia di F. Gary Gray (2003)
- La ragazza della porta accanto (The Girl Next Door), regia di Luke Greenfield (2004)
- Tutte le cose che non sai di lui (Catch and Release), regia di Susannah Grant (2007)
- Die Hard - Vivere o morire (Live Free or Die Hard), regia di Len Wiseman (2007)
- Ti presento Bill (Meet Bill), regia di Bernie Goldmann e Melisa Wallack (2007)
- Hitman - L'assassino (Hitman), regia di Xavier Gens (2007)
- Stop-Loss, regia di Kimberly Peirce (2008)
- High Life, regia di Gary Yates (2009)
- A Perfect Getaway - Una perfetta via di fuga (A Perfect Getaway), regia di David Twohy (2009)
- La città verrà distrutta all'alba (The Crazies), regia di Breck Eisner (2010)
- Elektra Luxx - Lezioni di sesso (Elektra Luxx), regia di Sebastian Gutierrez (2010)
- Sono il Numero Quattro (I Am Number Four), regia di D.J. Caruso (2011)
- Dealin' With Idiots, regia di Jeff Garlin (2013)
- This Is Where I Leave You, regia di Shawn Levy (2014)
- Mother's Day, regia di Garry Marshall (2016)
- Snowden, regia di Oliver Stone (2016)
- Behold My Heart, regia di Joshua Leonard (2018)
- C'era una volta a... Hollywood (Once Upon a Time in... Hollywood), regia di Quentin Tarantino (2019)
- Il nido dello storno (The Starling), regia di Theodore Melfi (2021)
- National Champions, regia di Ric Roman Waugh (2021)
- Amsterdam, regia di David O. Russell (2022)
- Havoc, regia di Gareth Evans (2025)

#### Cortometraggi
- Doppelganger, regia di Michael Horowitz e Gareth Smith (2001)

#### Televisione
- Mr. & Mrs. Smith – serie TV, episodio 1x01 (1996)
- High Incident – serie TV, episodi 2x20-2x21-2x22 (1997)
- Ellen Foster, regia di John Erman – film TV (1997)
- Battaglia all'inferno (When Trumpets Fade), regia di John Irvin – film TV (1998)
- Sex and the City – serie TV, episodio 1x04 (1998)
- Shadow Realm, regia di Keith Gordon, Tobe Hooper, Paul Shapiro e Ian Toynton – film TV (2002)
- Night Visions – serie TV, episodio 1x22 (2002)
- Deadwood – serie TV, 36 episodi (2004-2006)
- My Name Is Earl – serie TV, episodio 1x18 (2006)
- Samantha chi? (Samantha Who?) – serie TV, episodio 1x11 (2008)
- Damages – serie TV, 15 episodi (2009-2010)
- The Office – serie TV, episodi 7x05-7x06 (2010)
- Justified – serie TV, 78 episodi (2010-2015)
- The League – serie TV, episodio 4x03 (2012)
- The Mindy Project – serie TV, episodio 2x07 (2013)
- The Grinder – serie TV, 4 episodi (2015-2016)
- Santa Clarita Diet – serie TV, 30 episodi (2017-2019)
- Deadwood - Il film (Deadwood: The Movie), regia di Daniel Minahan – film TV (2019)
- The Good Place – serie TV, episodio 4x10 (2020)
- Curb Your Enthusiasm – serie TV, episodio 10x04 (2020)
- The Mandalorian – serie TV, episodio 2x01 (2020)
- Fargo – serie TV, 7 episodi (2020)
- The Book of Boba Fett – serie TV, episodi 1x06-1x07 (2022)
- Daisy Jones & The Six, regia di James Ponsoldt e Nzingha Stewart – miniserie TV (2023)
- Full Circle, regia di Steven Soderbergh – miniserie TV (2023)
- Justified: City Primeval – miniserie TV (2023)
- Alien - Pianeta Terra (Alien: Earth) – serie TV, 8 episodi (2025)

### Doppiatore

#### Cinema
- Rango, regia di Gore Verbinski (2011)
- Mister Link (Missing Link), regia di Chris Butler (2019)

#### Televisione
- Archer – serie TV, episodio 4x02 (2013)
- Terminator Zero – serie TV (2024)

### Produttore
- Justified – serie TV, 26 episodi (2011-2012)

### Produttore esecutivo
- Justified – serie TV, 13 episodi (2015)
- Santa Clarita Diet – serie TV, 30 episodi (2017-2019)

## Riconoscimenti
- Premio Emmy
  - 2011 - Candidatura al miglior attore in una serie drammatica per Justified
  - 2019 - Candidatura al miglior film televisivo per Deadwood - Il film
  - 2021 - Candidatura al miglior attore guest in una serie drammatica per The Book of Boba Fett
- Critics' Choice Awards
  - 2011 - Candidatura al miglior attore in una serie drammatica per Justified
  - 2012 - Candidatura al miglior attore in una serie drammatica per Justified
  - 2013 - Candidatura al miglior attore in una serie drammatica per Justified
  - 2015 - Candidatura al miglior attore in una serie drammatica per Justified
  - 2016 - Candidatura al miglior attore guest in una serie commedia per The Grinder
  - 2024 - Candidatura al miglior attore in una serie drammatica per Justified: City Primeval
- Screen Actors Guild Award
  - 2007 - Candidatura al miglior cast in una serie drammatica per Deadwood
  - 2020 - Candidatura al miglior cast in un film per C'era una volta a... Hollywood

## Doppiatori italiani
Nelle versioni in italiano delle opere in cui ha recitato, Timothy Olyphant è stato doppiato da:
- Massimo De Ambrosis in Il club dei cuori infranti, A Perfect Getaway - Una perfetta via di fuga, Justified, This Is Where I Leave You, Santa Clarita Diet, The Good Place, Fargo, Justified: City Primeval
- Riccardo Rossi in Il risolutore, Tutte le cose che non sai di lui, La città verrà distrutta all'alba, The Grinder, Snowden, Mother's Day, Full Circle
- Andrea Lavagnino in Sono il Numero Quattro, C'era una volta a... Hollywood, The Mandalorian, The Book of Boba Fett, Amsterdam, Havoc
- Fabrizio Vidale in Rock Star, Samantha chi?
- Loris Loddi in Deadwood (st. 1-2), Hitman - L'assassino
- Simone D'Andrea in Deadwood (st. 3), Deadwood - Il film
- Massimiliano Manfredi ne Il club delle prime mogli
- Luigi Ferraro in Scream 2
- Massimiliano Virgilii in Go - Una notte da dimenticare
- Roberto Certomà in Fuori in 60 secondi
- Francesco Bulckaen ne La sicurezza degli oggetti
- Oreste Baldini ne L'acchiappasogni
- Francesco Pannofino in La ragazza della porta accanto
- Luca Ward in Die Hard - Vivere o morire
- Tony Sansone in Ti presento Bill
- Franco Mannella in Stop-Loss
- Paolo Vivio in High Life
- Giorgio Borghetti in Il nido dello storno
- Fabio Boccanera in Night Visions
- Christian Iansante in My Name is Earl
- Mauro Gravina in Damages
- Gabriele Sabatini in The Office
- Ruggero Andreozzi in Daisy Jones & The Six

Da doppiatore è sostituito da
- Adalberto Maria Merli in Rango
- Franco Mannella in Mister Link
- Massimo De Ambrosis in I Simpson (A Serious Flanders)